# دژ تازه قلعه
بقایای دژ تازه قلعه مربوط به سده‌های میانه دوران‌های تاریخی پس از اسلام است و در شهرستان بجنورد، بخش راز و جرگلان، دهستان غلامان، روستای تازه قلعه واقع شده و این اثر در تاریخ ۱۸ شهریور ۱۳۸۷ با شمارهٔ ثبت ۲۳۲۶۸ به‌عنوان یکی از آثار ملی ایران به ثبت رسیده‌است.